# 山西早熟禾
山西早熟禾（学名：Poa shansiensis）为禾本科早熟禾属下的一个种。